# Proasellus basnosanui
Proasellus basnosanui is een pissebed uit de familie Asellidae. De wetenschappelijke naam van de soort is voor het eerst geldig gepubliceerd in 1962 door Codreanu.